# Division (biologi)
En division är i äldre systematisk biologi en taxonomisk rang inom svamp- eller växtriket, som motsvarar det generella begreppet fylum. Inom djurriket motsvaras division av ordet stam. Numera används fylum i alla riken. En division (ett fylum) uppdelas i klasser. Ett exempel på en växtdivision är fröväxter.